# Vehicle of Spirit
Vehicle of Spirit é o quarto álbum ao vivo e o quinto DVD da banda finlandesa de metal sinfônico Nightwish, que foi lançado em 16 de dezembro de 2016 na Europa pela Nuclear Blast.
O álbum é considerado um lançamento massivo da banda, e contém dois grandes concertos principais: o primeiro sendo a apresentação esgotada na Wembley Arena em Londres, Inglaterra na noite de 19 de dezembro de 2015, que contou com a participação do biólogo evolucionário Richard Dawkins; e o segundo a apresentação no Ratinan Stadion, em Tampere, Finlândia para um público de cerca de 12 mil pessoas, show este que incluiu a maior produção ao vivo da história do Nightwish até então.
Há ainda um terceiro disco extra contendo diversas performances ao redor do mundo pela Endless Forms Most Beautiful World Tour entre 2015 e 2016, com destaque para os festivais Rock in Rio e Masters of Rock, além de um cruzeiro próprio da banda.

## Faixas
| Disco 1 (Wembley Arena, Londres, Inglaterra) |                                                                    |                           |         |  |
| N.º                                          | Título                                                             | Compositor(es)            | Duração |  |
| 1.                                           | "Shudder Before the Beautiful"                                     | Tuomas Holopainen         | 6:58    |  |
| 2.                                           | "Yours Is an Empty Hope"                                           | Holopainen                | 6:47    |  |
| 3.                                           | "Ever Dream"                                                       | Holopainen                | 4:10    |  |
| 4.                                           | "Storytime"                                                        | Holopainen                | 5:42    |  |
| 5.                                           | "My Walden"                                                        | Holopainen, Marco Hietala | 5:15    |  |
| 6.                                           | "While Your Lips Are Still Red"                                    | Holopainen                | 5:05    |  |
| 7.                                           | "Élan"                                                             | Holopainen                | 4:27    |  |
| 8.                                           | "Weak Fantasy"                                                     | Holopainen, Hietala       | 6:19    |  |
| 9.                                           | "7 Days to the Wolves"                                             | Holopainen, Hietala       | 7:16    |  |
| 10.                                          | "Alpenglow"                                                        | Holopainen                | 4:56    |  |
| 11.                                          | "The Poet and the Pendulum"                                        | Holopainen                | 14:00   |  |
| 12.                                          | "Nemo"                                                             | Holopainen                | 4:53    |  |
| 13.                                          | "I Want My Tears Back"                                             | Holopainen                | 7:13    |  |
| 14.                                          | "Stargazers"                                                       | Holopainen                | 5:11    |  |
| 15.                                          | "Ghost Love Score"                                                 | Holopainen                | 10:36   |  |
| 16.                                          | "Last Ride of the Day"                                             | Holopainen                | 4:58    |  |
| 17.                                          | "The Greatest Show on Earth" (com participação de Richard Dawkins) | Holopainen                | 22:37   |  |
| Duração total:                               | Duração total:                                                     | Duração total:            | 126:23  |  |

| Disco 2 (Ratinan Stadion, Tampere, Finlândia) |                                |                     |         |  |
| N.º                                           | Título                         | Compositor(es)      | Duração |  |
| 1.                                            | "Shudder Before the Beautiful" | Holopainen          | 7:05    |  |
| 2.                                            | "Yours Is an Empty Hope"       | Holopainen          | 5:41    |  |
| 3.                                            | "Amaranth"                     | Holopainen          | 4:24    |  |
| 4.                                            | "She Is My Sin"                | Holopainen          | 5:11    |  |
| 5.                                            | "Dark Chest of Wonders"        | Holopainen          | 4:36    |  |
| 6.                                            | "My Walden"                    | Holopainen, Hietala | 5:08    |  |
| 7.                                            | "The Islander"                 | Holopainen, Hietala | 5:05    |  |
| 8.                                            | "Élan"                         | Holopainen          | 4:27    |  |
| 9.                                            | "Weak Fantasy"                 | Holopainen, Hietala | 6:23    |  |
| 10.                                           | "Storytime"                    | Holopainen          | 5:47    |  |
| 11.                                           | "Endless Forms Most Beautiful" | Holopainen          | 5:10    |  |
| 12.                                           | "Alpenglow"                    | Holopainen          | 5:03    |  |
| 13.                                           | "Stargazers"                   | Holopainen          | 5:10    |  |
| 14.                                           | "Sleeping Sun"                 | Holopainen          | 4:45    |  |
| 15.                                           | "Ghost Love Score"             | Holopainen          | 10:34   |  |
| 16.                                           | "Last Ride of the Day"         | Holopainen          | 4:54    |  |
| 17.                                           | "The Greatest Show on Earth"   | Holopainen          | 20:55   |  |

| Disco 3 (Extras) |                                                                                 |                     |         |  |
| N.º              | Título                                                                          | Compositor(es)      | Duração |  |
| 1.               | "Weak Fantasy" (ao vivo de Vancouver)                                           | Holopainen, Hietala | 6:18    |  |
| 2.               | "Nemo" (ao vivo de Buenos Aires)                                                | Holopainen          | 4:30    |  |
| 3.               | "The Poet and the Pendulum" (ao vivo de Cidade do México)                       | Holopainen          | 13:58   |  |
| 4.               | "Yours Is an Empty Hope" (ao vivo de Joensuu)                                   | Holopainen          | 5:47    |  |
| 5.               | "7 Days to the Wolves" (ao vivo de Espoo)                                       | Holopainen, Hietala | 7:19    |  |
| 6.               | "Sleeping Sun" (ao vivo do Masters of Rock)                                     | Holopainen          | 4:36    |  |
| 7.               | "Sahara" (ao vivo de Tampa)                                                     | Holopainen          | 5:53    |  |
| 8.               | "Edema Ruh" (versão acústica, ao vivo do Nightwish Cruise)                      | Holopainen          | 5:47    |  |
| 9.               | "Last Ride of the Day" (com participação de Tony Kakko, ao vivo do Rock in Rio) | Holopainen          | 4:50    |  |
| 10.              | "Élan" (ao vivo de Sydney)                                                      | Holopainen          | 4:19    |  |
| 11.              | "Richard Dawkins (Interview from Wembley)"                                      |                     | 7:31    |  |
| 12.              | "Backstage documentary"                                                         |                     | 13:40   |  |

## Créditos
A seguir estão listados os músicos e técnicos envolvidos na produção do álbum Vehicle of Spirit:

### A banda
- Tuomas Holopainen – teclado
- Emppu Vuorinen – guitarra
- Marco Hietala – baixo, vocais
- Troy Donockley – gaita irlandesa, tin whistle, vocais
- Floor Jansen – vocais

### Convidados
- Kai Hahto – bateria, percussão
- Richard Dawkins – narração ao vivo em "The Greatest Show on Earth" (Wembley Arena, Londres, Inglaterra)
- Tony Kakko – vocais em "Last Ride of the Day" (Rock in Rio, Rio de Janeiro, Brasil)